# Synodontis ornatissimus
Synodontis ornatissimus är en afrikansk, afrotropisk fiskart i ordningen Malartade fiskar som är endemisk för Kongo-Kinshasa. Den är främst nattaktiv. Denna fisk kan bli upp till 21,1 cm och lever i lite drygt fyra år.